# Енего
Ѐнего (на италиански и на венециански: Enego, на местен диалект: Ghenebe Генебъ) е село и община в Северна Италия, провинция Виченца, регион Венето. Разположено е на 750 m надморска височина. Населението на общината е 1699 души (към 2015 г.).